# Pjotr Borissowitsch Rjasanow

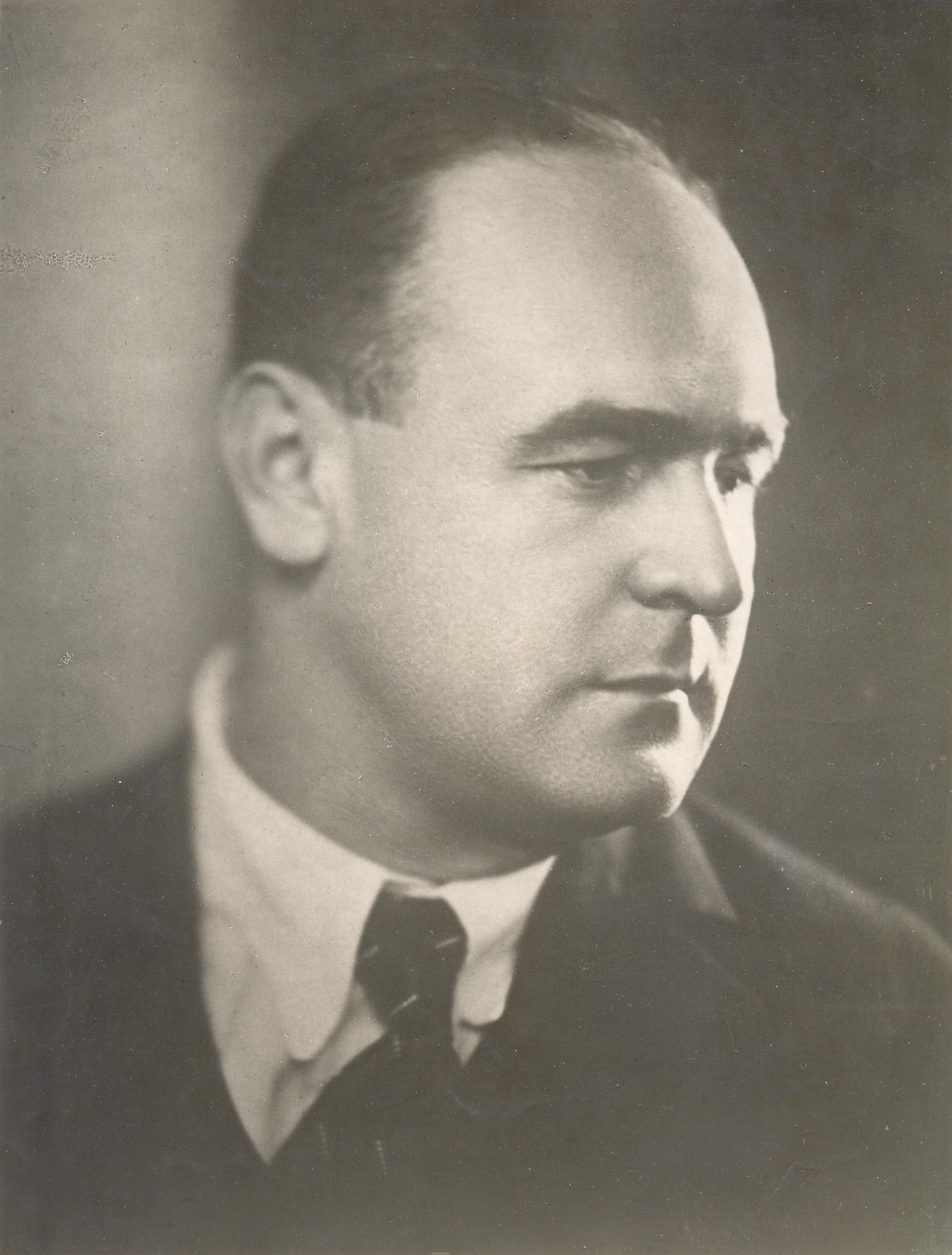
Pjotr Rjasanow 1937

Pjotr Borissowitsch Rjasanow (russisch Пётр Борисович Рязанов, wiss. Transliteration Pëtr Borisovič Rjazanov; * 9. Oktoberjul. / 21. Oktober 1899greg. in Narva, Russisches Kaiserreich, heute Estland; † 11. Oktober 1942 in Tiflis, Georgische SSR, Sowjetunion) war ein russisch-sowjetischer Komponist, Musikwissenschaftler und Hochschullehrer.

## Leben
Pjotr Rjasanow wuchs als Sohn einer russischen Künstlerfamilie in Narva auf. Nach dem Russischen Bürgerkrieg ging er nach Petrograd und studierte am späteren Leningrader Konservatorium Komposition bei Alexander Schitomirski und Nikolai Sokolow, Orchestrierung bei Maximilian Steinberg, Fuge bei Leonid Nikolajew, Kontrapunkt bei Sergei Ljapunow und Partiturlesen bei Emil Cooper. Nach seinem Studienabschluss 1925 begann er selbst am Leningrader Konservatorium zu lehren, ab 1928 als Dozent und ab 1935 als Professor, zeitweise auch als Dekan der Fakultät für Komposition. Hier und an weiteren Leningrader Institutionen unterrichtete er in der Folgezeit. In den Jahren von 1936 bis 1939 wurde er als Berater in die Teilrepubliken beordert und lehrte er am Konservatorium Tiflis und an der Musikakademie Baku. Im Zweiten Weltkrieg wurde er während der Leningrader Blockade 1941 mit dem Kollegium des Konservatoriums nach Taschkent evakuiert. 1942 lehrte er erneut als Professor am Konservatorium in Tiflis, wo er im selben Jahr an Typhus erkrankte und verstarb.

## Schaffen
Als Hochschullehrer und Musikpädagoge wirkte Rjasanow prägend auf eine ganze Generation von Komponisten. Zu seinen Schülern zählten Andria Balantschiwadse, Nikita Bogoslowski, Orest Jewlachow, Boris Maisel, Georgi Swiridow, Wassili Solowjow-Sedoi und Aleksi Matschawariani. Auch Dmitri Schostakowitsch holte sich Anfang der 1920er Jahre kompositorischen Rat bei Rjasanow und widmete ihm das 1923/24 entstandene Scherzo Es-Dur für Orchester.
Als Komponist schloss sich Rjasanow 1922 der Assoziation für zeitgenössische Musik (ASM) an und zählte zu den Leningrader Modernisten, die sich zeitweise von der Tonalität lossagten und mit Elementen der Zwölftontechnik experimentierten. Später, 1936, zur Zeit des Stalin-Terrors und der Kampagne gegen Schostakowitsch, bezeichnete er die Verwendung atonaler Elemente als nicht akzeptabel in der sowjetischen Musik.
Rjasanows musikalisches Schaffen ist nahezu vergessen, es umfasst neben einzelnen Orchesterwerken vor allem Kammermusik, darunter ein Streichquartett, und Chorwerke sowie Liederzyklen. Als Musikpädagoge hinterließ er zahlreiche Beiträge und Schriften.